# Championnats du monde simple distance de patinage de vitesse
 (juillet 2025).
Si vous disposez d'ouvrages ou d'articles de référence ou si vous connaissez des sites web de qualité traitant du thème abordé ici, merci de compléter l'article en donnant les références utiles à sa vérifiabilité et en les liant à la section « Notes et références ».
Les championnats du monde simple distance de patinage de vitesse sont une compétition annuelle de patinage de vitesse, organisée par l'Union internationale de patinage depuis 1996. En raison de la spécialisation des patineurs en fonction des distances, l'ISU décide de créer ces championnats du monde à la fin du XXe siècle. Chaque épreuve a sa distance contrairement aux championnats du monde de sprint qui combinent le 500 mètres et le 1000 mètres, et aux championnats du monde toutes épreuves qui combinent le 500 mètres, 5000 mètres, le 1500 mètres et le 10 000 mètres (3000 au lieu de 10 000 mètres pour les femmes).

## Palmarès

### Hommes

#### 500 m
| Année | Or                                                   | Argent                                               | Bronze                                               |
| ----- | ---------------------------------------------------- | ---------------------------------------------------- | ---------------------------------------------------- |
| 1996  | Hiroyasu Shimizu                                     | Sergey Klevchenya                                    | Roger Strøm                                          |
| 1997  | Manabu Horii                                         | Roger Strøm                                          | Hiroyasu Shimizu                                     |
| 1998  | Hiroyasu Shimizu                                     | Sylvain Bouchard                                     | Jeremy Wotherspoon                                   |
| 1999  | Hiroyasu Shimizu                                     | Erben Wennemars                                      | Jakko Jan Leeuwangh                                  |
| 2000  | Hiroyasu Shimizu                                     | Mike Ireland                                         | Jeremy Wotherspoon                                   |
| 2001  | Hiroyasu Shimizu (5)                                 | Jeremy Wotherspoon                                   | Casey FitzRandolph                                   |
| 2002  | N'ont pas eu lieu, année des Jeux Olympiques d'Hiver | N'ont pas eu lieu, année des Jeux Olympiques d'Hiver | N'ont pas eu lieu, année des Jeux Olympiques d'Hiver |
| 2003  | Jeremy Wotherspoon                                   | Hiroyasu Shimizu                                     | Erben Wennemars                                      |
| 2004  | Jeremy Wotherspoon                                   | Dmitry Lobkov                                        | Mike Ireland                                         |
| 2005  | Joji Kato                                            | Hiroyasu Shimizu                                     | Jeremy Wotherspoon                                   |
| 2006  | N'ont pas eu lieu, année des Jeux Olympiques d'Hiver | N'ont pas eu lieu, année des Jeux Olympiques d'Hiver | N'ont pas eu lieu, année des Jeux Olympiques d'Hiver |
| 2007  | Lee Kang-Seok                                        | Yuya Oikawa                                          | Tucker Fredricks                                     |
| 2008  | Jeremy Wotherspoon (3)                               | Lee Kyou-Hyuk                                        | Joji Kato                                            |
| 2009  | Lee Kang-Seok                                        | Lee Kyou-Hyuk                                        | Yu Fengtong                                          |
| 2010  | N'ont pas eu lieu, année des Jeux Olympiques d'Hiver | N'ont pas eu lieu, année des Jeux Olympiques d'Hiver | N'ont pas eu lieu, année des Jeux Olympiques d'Hiver |
| 2011  | Lee Kyou-Hyuk                                        | Joji Kato                                            | Jan Smeekens                                         |
| 2012  | Mo Tae-bum                                           | Michel Mulder                                        | Pekka Koskela                                        |
| 2013  | Mo Tae-bum                                           | Joji Kato                                            | Jan Smeekens                                         |
| 2014  | N'ont pas eu lieu, année des Jeux Olympiques d'Hiver | N'ont pas eu lieu, année des Jeux Olympiques d'Hiver | N'ont pas eu lieu, année des Jeux Olympiques d'Hiver |
| 2015  | Pavel Kulizhnikov                                    | Hein Otterspeer                                      | Michel Mulder                                        |
| 2016  | Pavel Kulizhnikov                                    | Ruslan Murashov                                      | Alex Boisvert-Lacroix                                |
| 2017  | Jan Smeekens                                         | Nico Ihle                                            | Ruslan Murashov                                      |
| 2018  | N'ont pas eu lieu, année des Jeux olympiques d'hiver | N'ont pas eu lieu, année des Jeux olympiques d'hiver | N'ont pas eu lieu, année des Jeux olympiques d'hiver |
| 2019  | Ruslan Murashov                                      | Håvard Holmefjord Lorentzen                          | Viktor Mushtakov                                     |
| 2020  | Pavel Kulizhnikov (3)                                | Ruslan Murashov                                      | Tatsuya Shinhama                                     |
| 2021  | Laurent Dubreuil                                     | Pavel Kulizhnikov                                    | Dai Dai Ntab                                         |
| 2023  | Jordan Stolz                                         | Laurent Dubreuil                                     | Wataru Morishige                                     |
| 2024  | Jordan Stolz (2)                                     | Laurent Dubreuil                                     | Damian Żurek                                         |

#### 1 000 m
| Année | Or                                                   | Argent                                               | Bronze                                               |
| ----- | ---------------------------------------------------- | ---------------------------------------------------- | ---------------------------------------------------- |
| 1996  | Sergey Klevchenya                                    | Ådne Søndrål                                         | Jegal Sung-Yeol                                      |
| 1997  | Ådne Søndrål                                         | Jan Bos                                              | Martin Hersman                                       |
| 1998  | Sylvain Bouchard                                     | Jeremy Wotherspoon                                   | Hiroyasu Shimizu                                     |
| 1999  | Jan Bos                                              | Hiroyasu Shimizu                                     | Jakko Jan Leeuwangh                                  |
| 2000  | Ådne Søndrål                                         | Jan Bos                                              | Mike Ireland                                         |
| 2001  | Jeremy Wotherspoon                                   | Ådne Søndrål                                         | Sergey Klevchenya                                    |
| 2002  | N'ont pas eu lieu, année des Jeux Olympiques d'Hiver | N'ont pas eu lieu, année des Jeux Olympiques d'Hiver | N'ont pas eu lieu, année des Jeux Olympiques d'Hiver |
| 2003  | Erben Wennemars                                      | Gerard van Velde                                     | Joey Cheek                                           |
| 2004  | Erben Wennemars (2)                                  | Jeremy Wotherspoon                                   | Masaaki Kobayashi                                    |
| 2005  | Even Wetten                                          | Jan Bos                                              | Petter Andersen Pekka Koskela                        |
| 2006  | N'ont pas eu lieu, année des Jeux Olympiques d'Hiver | N'ont pas eu lieu, année des Jeux Olympiques d'Hiver | N'ont pas eu lieu, année des Jeux Olympiques d'Hiver |
| 2007  | Shani Davis                                          | Denny Morrison                                       | Lee Kyou-Hyuk                                        |
| 2008  | Shani Davis                                          | Yevgeny Lalenkov                                     | Denny Morrison                                       |
| 2009  | Trevor Marsicano                                     | Denny Morrison                                       | Shani Davis                                          |
| 2010  | N'ont pas eu lieu, année des Jeux Olympiques d'Hiver | N'ont pas eu lieu, année des Jeux Olympiques d'Hiver | N'ont pas eu lieu, année des Jeux Olympiques d'Hiver |
| 2011  | Shani Davis                                          | Kjeld Nuis                                           | Stefan Groothuis                                     |
| 2012  | Stefan Groothuis                                     | Kjeld Nuis                                           | Shani Davis                                          |
| 2013  | Denis Kuzin                                          | Mo Tae-bum                                           | Shani Davis                                          |
| 2014  | N'ont pas eu lieu, année des Jeux Olympiques d'Hiver | N'ont pas eu lieu, année des Jeux Olympiques d'Hiver | N'ont pas eu lieu, année des Jeux Olympiques d'Hiver |
| 2015  | Shani Davis (4)                                      | Pavel Kulizhnikov                                    | Kjeld Nuis                                           |
| 2016  | Pavel Kulizhnikov                                    | Denis Yuskov                                         | Kjeld Nuis                                           |
| 2017  | Kjeld Nuis                                           | Vincent De Haitre                                    | Kai Verbij                                           |
| 2018  | N'ont pas eu lieu, année des Jeux olympiques d'hiver | N'ont pas eu lieu, année des Jeux olympiques d'hiver | N'ont pas eu lieu, année des Jeux olympiques d'hiver |
| 2019  | Kai Verbij                                           | Thomas Krol                                          | Kjeld Nuis                                           |
| 2020  | Pavel Kulizhnikov (2)                                | Kjeld Nuis                                           | Laurent Dubreuil                                     |
| 2021  | Kai Verbij (2)                                       | Pavel Kulizhnikov                                    | Laurent Dubreuil                                     |
| 2023  | Jordan Stolz                                         | Thomas Krol                                          | Cornelius Kersten                                    |
| 2024  | Jordan Stolz (2)                                     | Ning Zhongyan                                        | Kjeld Nuis                                           |

#### 1 500 m
| Année | Or                                                   | Argent                                               | Bronze                                               |
| ----- | ---------------------------------------------------- | ---------------------------------------------------- | ---------------------------------------------------- |
| 1996  | Jeroen Straathof                                     | Ådne Søndrål                                         | Martin Hersman                                       |
| 1997  | Rintje Ritsma                                        | Ådne Søndrål                                         | Neal Marshall                                        |
| 1998  | Ådne Søndrål                                         | Ids Postma                                           | Roberto Sighel                                       |
| 1999  | Ids Postma                                           | Ådne Søndrål                                         | Rintje Ritsma                                        |
| 2000  | Ids Postma                                           | Ådne Søndrål                                         | Jan Bos                                              |
| 2001  | Ådne Søndrål                                         | Derek Parra                                          | Erben Wennemars                                      |
| 2002  | N'ont pas eu lieu, année des Jeux Olympiques d'Hiver | N'ont pas eu lieu, année des Jeux Olympiques d'Hiver | N'ont pas eu lieu, année des Jeux Olympiques d'Hiver |
| 2003  | Erben Wennemars                                      | Ralf van der Rijst                                   | Joey Cheek                                           |
| 2004  | Shani Davis                                          | Mark Tuitert                                         | Erben Wennemars                                      |
| 2005  | Rune Stordal                                         | Mark Tuitert                                         | Even Wetten                                          |
| 2006  | N'ont pas eu lieu, année des Jeux Olympiques d'Hiver | N'ont pas eu lieu, année des Jeux Olympiques d'Hiver | N'ont pas eu lieu, année des Jeux Olympiques d'Hiver |
| 2007  | Shani Davis                                          | Erben Wennemars                                      | Denny Morrison                                       |
| 2008  | Denny Morrison                                       | Sven Kramer Shani Davis                              | —                                                    |
| 2009  | Shani Davis (3)                                      | Trevor Marsicano                                     | Denny Morrison                                       |
| 2010  | N'ont pas eu lieu, année des Jeux Olympiques d'Hiver | N'ont pas eu lieu, année des Jeux Olympiques d'Hiver | N'ont pas eu lieu, année des Jeux Olympiques d'Hiver |
| 2011  | Håvard Bøkko                                         | Shani Davis                                          | Lucas Makowsky                                       |
| 2012  | Denny Morrison                                       | Ivan Skobrev                                         | Håvard Bøkko                                         |
| 2013  | Denis Yuskov                                         | Shani Davis                                          | Ivan Skobrev                                         |
| 2014  | N'ont pas eu lieu, année des Jeux Olympiques d'Hiver | N'ont pas eu lieu, année des Jeux Olympiques d'Hiver | N'ont pas eu lieu, année des Jeux Olympiques d'Hiver |
| 2015  | Denis Yuskov                                         | Denny Morrison                                       | Koen Verweij                                         |
| 2016  | Denis Yuskov (3)                                     | Kjeld Nuis                                           | Thomas Krol                                          |
| 2017  | Kjeld Nuis                                           | Denis Yuskov                                         | Sven Kramer                                          |
| 2018  | N'ont pas eu lieu, année des Jeux olympiques d'hiver | N'ont pas eu lieu, année des Jeux olympiques d'hiver | N'ont pas eu lieu, année des Jeux olympiques d'hiver |
| 2019  | Thomas Krol                                          | Sverre Lunde Pedersen                                | Denis Yuskov                                         |
| 2020  | Kjeld Nuis (2)                                       | Thomas Krol                                          | Joey Mantia                                          |
| 2021  | Thomas Krol (2)                                      | Kjeld Nuis                                           | Patrick Roest                                        |
| 2023  | Jordan Stolz                                         | Kjeld Nuis                                           | Thomas Krol                                          |
| 2024  | Jordan Stolz (2)                                     | Kjeld Nuis                                           | Peder Kongshaug                                      |

#### 5 000 m
| Année | Or                                                   | Argent                                               | Bronze                                               |
| ----- | ---------------------------------------------------- | ---------------------------------------------------- | ---------------------------------------------------- |
| 1996  | Ids Postma                                           | Keiji Shirahata                                      | Gianni Romme                                         |
| 1997  | Rintje Ritsma                                        | Gianni Romme                                         | Frank Dittrich                                       |
| 1998  | Gianni Romme                                         | Rintje Ritsma                                        | Bart Veldkamp                                        |
| 1999  | Gianni Romme                                         | Bart Veldkamp                                        | Bob de Jong                                          |
| 2000  | Gianni Romme (3)                                     | Bob de Jong                                          | Keiji Shirahata                                      |
| 2001  | Bob de Jong                                          | Carl Verheijen                                       | Gianni Romme                                         |
| 2002  | N'ont pas eu lieu, année des Jeux Olympiques d'Hiver | N'ont pas eu lieu, année des Jeux Olympiques d'Hiver | N'ont pas eu lieu, année des Jeux Olympiques d'Hiver |
| 2003  | Jochem Uytdehaage                                    | Bob de Jong                                          | Carl Verheijen                                       |
| 2004  | Chad Hedrick                                         | Carl Verheijen                                       | Gianni Romme                                         |
| 2005  | Chad Hedrick                                         | Bob de Jong                                          | Carl Verheijen                                       |
| 2006  | N'ont pas eu lieu, année des Jeux Olympiques d'Hiver | N'ont pas eu lieu, année des Jeux Olympiques d'Hiver | N'ont pas eu lieu, année des Jeux Olympiques d'Hiver |
| 2007  | Sven Kramer                                          | Enrico Fabris                                        | Carl Verheijen                                       |
| 2008  | Sven Kramer                                          | Enrico Fabris                                        | Wouter Olde Heuvel                                   |
| 2009  | Sven Kramer                                          | Håvard Bøkko                                         | Trevor Marsicano                                     |
| 2010  | N'ont pas eu lieu, année des Jeux Olympiques d'Hiver | N'ont pas eu lieu, année des Jeux Olympiques d'Hiver | N'ont pas eu lieu, année des Jeux Olympiques d'Hiver |
| 2011  | Bob de Jong                                          | Lee Seung-hoon                                       | Ivan Skobrev                                         |
| 2012  | Sven Kramer                                          | Bob de Jong                                          | Jonathan Kuck                                        |
| 2013  | Sven Kramer                                          | Jorrit Bergsma                                       | Ivan Skobrev                                         |
| 2014  | N'ont pas eu lieu, année des Jeux Olympiques d'Hiver | N'ont pas eu lieu, année des Jeux Olympiques d'Hiver | N'ont pas eu lieu, année des Jeux Olympiques d'Hiver |
| 2015  | Sven Kramer                                          | Jorrit Bergsma                                       | Douwe de Vries                                       |
| 2016  | Sven Kramer                                          | Jorrit Bergsma                                       | Sverre Lunde Pedersen                                |
| 2017  | Sven Kramer (8)                                      | Jorrit Bergsma                                       | Peter Michael                                        |
| 2018  | N'ont pas eu lieu, année des Jeux olympiques d'hiver | N'ont pas eu lieu, année des Jeux olympiques d'hiver | N'ont pas eu lieu, année des Jeux olympiques d'hiver |
| 2019  | Sverre Lunde Pedersen                                | Patrick Roest                                        | Sven Kramer                                          |
| 2020  | Ted-Jan Bloemen                                      | Sven Kramer                                          | Graeme Fish                                          |
| 2021  | Nils van der Poel                                    | Patrick Roest                                        | Sergey Trofimov                                      |
| 2023  | Patrick Roest                                        | Davide Ghiotto                                       | Bart Swings                                          |
| 2024  | Patrick Roest (2)                                    | Davide Ghiotto                                       | Sander Eitrem                                        |

Résultats de 2023.

#### 10 000 m
| Année | Or                                                   | Argent                                               | Bronze                                               |
| ----- | ---------------------------------------------------- | ---------------------------------------------------- | ---------------------------------------------------- |
| 1996  | Gianni Romme                                         | Bart Veldkamp                                        | Frank Dittrich                                       |
| 1997  | Gianni Romme                                         | Rintje Ritsma                                        | Bob de Jong                                          |
| 1998  | Gianni Romme (3)                                     | Bob de Jong                                          | Frank Dittrich                                       |
| 1999  | Bob de Jong                                          | Gianni Romme                                         | Frank Dittrich                                       |
| 2000  | Gianni Romme                                         | Bob de Jong                                          | Frank Dittrich                                       |
| 2001  | Carl Verheijen                                       | Bob de Jong                                          | Vadim Sayutin                                        |
| 2002  | N'ont pas eu lieu, année des Jeux olympiques d'hiver | N'ont pas eu lieu, année des Jeux olympiques d'hiver | N'ont pas eu lieu, année des Jeux olympiques d'hiver |
| 2003  | Bob de Jong                                          | Carl Verheijen                                       | Lasse Sætre                                          |
| 2004  | Carl Verheijen                                       | Bob de Jong                                          | Chad Hedrick                                         |
| 2005  | Bob de Jong                                          | Carl Verheijen                                       | Chad Hedrick                                         |
| 2006  | N'ont pas eu lieu, année des Jeux olympiques d'hiver | N'ont pas eu lieu, année des Jeux olympiques d'hiver | N'ont pas eu lieu, année des Jeux olympiques d'hiver |
| 2007  | Sven Kramer                                          | Carl Verheijen                                       | Brigt Rykkje                                         |
| 2008  | Sven Kramer                                          | Enrico Fabris                                        | Bob de Jong                                          |
| 2009  | Sven Kramer                                          | Håvard Bøkko                                         | Bob de Jong                                          |
| 2010  | N'ont pas eu lieu, année des Jeux olympiques d'hiver | N'ont pas eu lieu, année des Jeux olympiques d'hiver | N'ont pas eu lieu, année des Jeux olympiques d'hiver |
| 2011  | Bob de Jong                                          | Bob de Vries                                         | Ivan Skobrev                                         |
| 2012  | Bob de Jong (5)                                      | Jorrit Bergsma                                       | Jonathan Kuck                                        |
| 2013  | Jorrit Bergsma                                       | Sven Kramer                                          | Bob de Jong                                          |
| 2014  | N'ont pas eu lieu, année des Jeux olympiques d'hiver | N'ont pas eu lieu, année des Jeux olympiques d'hiver | N'ont pas eu lieu, année des Jeux olympiques d'hiver |
| 2015  | Jorrit Bergsma                                       | Erik Jan Kooiman                                     | Patrick Beckert                                      |
| 2016  | Sven Kramer                                          | Ted-Jan Bloemen                                      | Erik Jan Kooiman                                     |
| 2017  | Sven Kramer (5)                                      | Jorrit Bergsma                                       | Patrick Beckert                                      |
| 2018  | N'ont pas eu lieu, année des Jeux olympiques d'hiver | N'ont pas eu lieu, année des Jeux olympiques d'hiver | N'ont pas eu lieu, année des Jeux olympiques d'hiver |
| 2019  | Jorrit Bergsma (3)                                   | Patrick Roest                                        | Danila Semerikov                                     |
| 2020  | Graeme Fish                                          | Ted-Jan Bloemen                                      | Patrick Beckert                                      |
| 2021  | Nils van der Poel                                    | Jorrit Bergsma                                       | Aleksandr Rumyantsev                                 |
| 2023  | Davide Ghiotto                                       | Jorrit Bergsma                                       | Ted-Jan Bloemen                                      |
| 2024  | Davide Ghiotto (2)                                   | Ted-Jan Bloemen                                      | Graeme Fish                                          |

#### Poursuite par équipes
| Année | Or                                                             | Argent                                                                 | Bronze                                                                                  |
| ----- | -------------------------------------------------------------- | ---------------------------------------------------------------------- | --------------------------------------------------------------------------------------- |
| 2005  | Carl Verheijen Mark Tuitert Erben Wennemars                    | Enrico Fabris Matteo Anesi Ippolito Sanfratello                        | Petter Andersen Eskil Ervik Odd Borgersen                                               |
| 2006  | N'ont pas eu lieu, année des Jeux Olympiques d'Hiver           | N'ont pas eu lieu, année des Jeux Olympiques d'Hiver                   | N'ont pas eu lieu, année des Jeux Olympiques d'Hiver                                    |
| 2007  | Carl Verheijen Sven Kramer Erben Wennemars                     | Arne Dankers Denny Morrison Justin Warsylewicz                         | Yevgeny Lalenkov Ivan Skobrev Alexey Yunin                                              |
| 2008  | Wouter Olde Heuvel Sven Kramer Erben Wennemars                 | Enrico Fabris Luca Stefani Matteo Anesi                                | Jörg Dallmann Stefan Heythausen Marco Weber                                             |
| 2009  | Carl Verheijen Sven Kramer Wouter Olde Heuvel                  | Johan Röjler Joel Eriksson Daniel Friberg                              | Trevor Marsicano Ryan Bedford Brian Hansen                                              |
| 2010  | N'ont pas eu lieu, année des Jeux Olympiques d'Hiver           | N'ont pas eu lieu, année des Jeux Olympiques d'Hiver                   | N'ont pas eu lieu, année des Jeux Olympiques d'Hiver                                    |
| 2011  | Shani Davis Trevor Marsicano Jonathan Kuck                     | Denny Morrison Lucas Makowsky Mathieu Giroux                           | Bob de Vries Jan Blokhuijsen Koen Verweij                                               |
| 2012  | Sven Kramer Koen Verweij Jan Blokhuijsen                       | Shani Davis Brian Hansen Jonathan Kuck                                 | Ivan Skobrev Denis Yuskov Yevgeny Lalenkov                                              |
| 2013  | Sven Kramer Koen Verweij Jan Blokhuijsen Jorrit Bergsma        | Joo Hyung-joon Kim Cheol-min Lee Seung-hoon Ko Byung-wook              | Konrad Niedzwiedzki Zbigniew Bródka Jan Szymański Roland Cieslak                        |
| 2014  | N'ont pas eu lieu, année des Jeux olympiques d'hiver           | N'ont pas eu lieu, année des Jeux olympiques d'hiver                   | N'ont pas eu lieu, année des Jeux olympiques d'hiver                                    |
| 2015  | Sven Kramer Koen Verweij Douwe de Vries Wouter Olde Heuvel     | Denny Morrison Ted-Jan Bloemen Jordan Belchos Tyler Derraugh           | Lee Seung-hoon Ko Byung-wook Kim Cheol-min Kim Jin-su                                   |
| 2016  | Jan Blokhuijsen Douwe de Vries Arjan Stroetinga Jorrit Bergsma | Havard Bokko Simen Spieler Nilsen Sverre Lunde Pedersen Jordan Belchos | Denny Morrison Ted-Jan Bloemen Benjamin Donnelly Stefan Waples                          |
| 2017  | Jorrit Bergsma Jan Blokhuijsen Douwe de Vries Patrick Roest    | Shane Dobbin Reyon Kay Peter Michael                                   | Sindre Henriksen Simen Spieler Nilsen Sverre Lunde Pedersen Håvard Holmefjord Lorentzen |
| 2018  | N'ont pas eu lieu, année des Jeux olympiques d'hiver           | N'ont pas eu lieu, année des Jeux olympiques d'hiver                   | N'ont pas eu lieu, année des Jeux olympiques d'hiver                                    |
| 2019  | Pays-Bas Marcel Bosker Sven Kramer Douwe de Vries              | Norvège Håvard Bøkko Sindre Henriksen Sverre Lunde Pedersen            | Russie Aleksandr Rumyantsev Danila Semerikov Sergey Trofimov                            |
| 2020  | Pays-Bas Marcel Bosker Douwe de Vries Sven Kramer              | Japon Seitaro Ichinohe Riku Tsuchiya Shane Williamson                  | Russie Danila Semerikov Sergey Trofimov Rouslan Zakharov                                |
| 2021  | Pays-Bas Marcel Bosker Patrick Roest Beau Snellink             | Canada Jordan Belchos Ted-Jan Bloemen Connor Howe                      | Russie Danila Semerikov Sergey Trofimov Rouslan Zakharov                                |
| 2023  | Pays-Bas- Marcel Bosker - Patrick Roest - Beau Snellink        | Canada- Antoine Gélinas-Beaulieu - Connor Howe - Hayden Mayeur         | Norvège- Allan Dahl Johansson - Peder Kongshaug - Sverre Lunde Pedersen                 |
| 2024  | Italie- Davide Ghiotto - Andrea Giovannini - Michele Malfatti  | Norvège- Sander Eitrem - Peder Kongshaug - Sverre Lunde Pedersen       | Canada- Antoine Gélinas-Beaulieu - Connor Howe - Hayden Mayeur                          |

#### Sprint par équipes
| Année | Or                                                                      | Argent                                                      | Bronze                                                                        |
| ----- | ----------------------------------------------------------------------- | ----------------------------------------------------------- | ----------------------------------------------------------------------------- |
| 2019  | Pays-Bas Ronald Mulder Kjeld Nuis Kai Verbij                            | Corée du Sud Cha Min-kyu Kim Jun-ho Kim Tae-yun             | Russie Pavel Kulizhnikov Ruslan Murashov Viktor Mushtakov                     |
| 2020  | Pays-Bas Thomas Krol Dai Dai Ntab Kai Verbij                            | Chine Gao Tingyu Ning Zhongyan Wang Shiwei                  | Norvège Odin By Farstad Håvard Holmefjord Lorentzen Bjørn Magnussen           |
| 2023  | Canada- Laurent Dubreuil - Christopher Fiola - Antoine Gélinas-Beaulieu | Pays-Bas- Wesly Dijs - Hein Otterspeer - Merijn Scheperkamp | Norvège- Håvard Holmefjord Lorentzen - Bjørn Magnussen - Henrik Fagerli Rukke |
| 2024  | Canada- Anders Johnson - Laurent Dubreuil - Antoine Gélinas-Beaulieu    | Pays-Bas- Janno Botman - Jenning de Boo - Tim Prins         | Norvège- Henrik Fagerli Rukke - Bjørn Magnussen - Håvard Holmefjord Lorentzen |

#### Mass Start
| Année | Or                                                   | Argent                                               | Bronze                                               |
| ----- | ---------------------------------------------------- | ---------------------------------------------------- | ---------------------------------------------------- |
| 2015  | Arjan Stroetinga                                     | Fabio Francolini                                     | Alexis Contin                                        |
| 2016  | Lee Seung-hoon                                       | Arjan Stroetinga                                     | Alexis Contin                                        |
| 2017  | Joey Mantia                                          | Alexis Contin                                        | Olivier Jean                                         |
| 2018  | N'ont pas eu lieu, année des Jeux olympiques d'hiver | N'ont pas eu lieu, année des Jeux olympiques d'hiver | N'ont pas eu lieu, année des Jeux olympiques d'hiver |
| 2019  | Joey Mantia                                          | Um Cheon-ho                                          | Chung Jae-won                                        |
| 2020  | Jorrit Bergsma                                       | Jordan Belchos                                       | Antoine Gélinas-Beaulieu                             |
| 2021  | Joey Mantia                                          | Arjan Stroetinga                                     | Bart Swings                                          |
| 2023  | Bart Swings                                          | Bart Hoolwerf                                        | Andrea Giovannini                                    |
| 2024  | Bart Swings                                          | Antoine Gélinas-Beaulieu                             | Livio Wenger                                         |

Résultats de 2015.

### Femmes

#### 500 m
| Année | Or                                                   | Argent                                               | Bronze                                               |
| ----- | ---------------------------------------------------- | ---------------------------------------------------- | ---------------------------------------------------- |
| 1996  | Svetlana Zhurova                                     | Kyoko Shimazaki                                      | Tomomi Okazaki                                       |
| 1997  | Xue Ruihong                                          | Sabine Völker                                        | Franziska Schenk                                     |
| 1998  | Catriona LeMay Doan                                  | Svetlana Zhurova                                     | Tomomi Okazaki                                       |
| 1999  | Catriona LeMay Doan                                  | Svetlana Zhurova                                     | Tomomi Okazaki Marianne Timmer                       |
| 2000  | Monique Garbrecht                                    | Svetlana Zhurova                                     | Catriona LeMay Doan                                  |
| 2001  | Catriona LeMay Doan                                  | Monique Enfeldt-Garbrecht                            | Svetlana Zhurova                                     |
| 2002  | N'ont pas eu lieu, année des Jeux Olympiques d'Hiver | N'ont pas eu lieu, année des Jeux Olympiques d'Hiver | N'ont pas eu lieu, année des Jeux Olympiques d'Hiver |
| 2003  | Monique Enfeldt-Garbrecht                            | Wang Manli                                           | Anzhelika Kotyuga                                    |
| 2004  | Wang Manli                                           | Anzhelika Kotyuga                                    | Ren Hui                                              |
| 2005  | Wang Manli                                           | Wang Beixing                                         | Sang-Hwa Lee                                         |
| 2006  | N'ont pas eu lieu, année des Jeux Olympiques d'Hiver | N'ont pas eu lieu, année des Jeux Olympiques d'Hiver | N'ont pas eu lieu, année des Jeux Olympiques d'Hiver |
| 2007  | Jenny Wolf                                           | Wang Beixing                                         | Sayuri Osuga                                         |
| 2008  | Jenny Wolf                                           | Wang Beixing                                         | Annette Gerritsen                                    |
| 2009  | Jenny Wolf                                           | Wang Beixing                                         | Lee Sang-hwa                                         |
| 2010  | N'ont pas eu lieu, année des Jeux Olympiques d'Hiver | N'ont pas eu lieu, année des Jeux Olympiques d'Hiver | N'ont pas eu lieu, année des Jeux Olympiques d'Hiver |
| 2011  | Jenny Wolf (4)                                       | Lee Sang-hwa                                         | Wang Beixing                                         |
| 2012  | Lee Sang-hwa                                         | Yu Jing                                              | Thijsje Oenema                                       |
| 2013  | Lee Sang-hwa                                         | Wang Beixing                                         | Olga Fatkulina                                       |
| 2014  | N'ont pas eu lieu, année des Jeux Olympiques d'Hiver | N'ont pas eu lieu, année des Jeux Olympiques d'Hiver | N'ont pas eu lieu, année des Jeux Olympiques d'Hiver |
| 2015  | Heather Richardson                                   | Brittany Bowe                                        | Nao Kodaira                                          |
| 2016  | Lee Sang-hwa (3)                                     | Brittany Bowe                                        | Zhang Hong                                           |
| 2017  | Nao Kodaira                                          | Lee Sang-hwa                                         | Yu Jing                                              |
| 2018  | N'ont pas eu lieu, année des Jeux olympiques d'hiver | N'ont pas eu lieu, année des Jeux olympiques d'hiver | N'ont pas eu lieu, année des Jeux olympiques d'hiver |
| 2019  | Vanessa Herzog                                       | Nao Kodaira                                          | Konami Soga                                          |
| 2020  | Nao Kodaira (2)                                      | Angelina Golikova                                    | Olga Fatkulina                                       |
| 2021  | Angelina Golikova                                    | Femke Kok                                            | Olga Fatkulina                                       |
| 2023  | Femke Kok                                            | Vanessa Herzog                                       | Jutta Leerdam                                        |
| 2024  | Femke Kok (2)                                        | Kim Min-sun                                          | Kimi Goetz                                           |

#### 1 000 m
| Année | Or                                                   | Argent                                               | Bronze                                               |
| ----- | ---------------------------------------------------- | ---------------------------------------------------- | ---------------------------------------------------- |
| 1996  | Annamarie Thomas                                     | Chris Witty                                          | Emese Hunyady                                        |
| 1997  | Marianne Timmer                                      | Sandra Zwolle                                        | Franziska Schenk                                     |
| 1998  | Chris Witty                                          | Catriona LeMay Doan                                  | Franziska Schenk                                     |
| 1999  | Marianne Timmer                                      | Monique Garbrecht                                    | Catriona LeMay Doan                                  |
| 2000  | Monique Garbrecht                                    | Marianne Timmer                                      | Chris Witty                                          |
| 2001  | Monique Enfeldt-Garbrecht                            | Sabine Völker                                        | Catriona LeMay Doan                                  |
| 2002  | N'ont pas eu lieu, année des Jeux Olympiques d'Hiver | N'ont pas eu lieu, année des Jeux Olympiques d'Hiver | N'ont pas eu lieu, année des Jeux Olympiques d'Hiver |
| 2003  | Anni Friesinger                                      | Jennifer Rodriguez                                   | Cindy Klassen                                        |
| 2004  | Anni Friesinger                                      | Marianne Timmer                                      | Cindy Klassen                                        |
| 2005  | Barbara de Loor                                      | Anni Friesinger                                      | Marianne Timmer                                      |
| 2006  | N'ont pas eu lieu, année des Jeux Olympiques d'Hiver | N'ont pas eu lieu, année des Jeux Olympiques d'Hiver | N'ont pas eu lieu, année des Jeux Olympiques d'Hiver |
| 2007  | Ireen Wüst                                           | Anni Friesinger                                      | Christine Nesbitt                                    |
| 2008  | Anni Friesinger (3)                                  | Kristina Groves                                      | Annette Gerritsen                                    |
| 2009  | Christine Nesbitt                                    | Anni Friesinger                                      | Margot Boer                                          |
| 2010  | N'ont pas eu lieu, année des Jeux Olympiques d'Hiver | N'ont pas eu lieu, année des Jeux Olympiques d'Hiver | N'ont pas eu lieu, année des Jeux Olympiques d'Hiver |
| 2011  | Christine Nesbitt                                    | Ireen Wüst                                           | Heather Richardson                                   |
| 2012  | Christine Nesbitt (3)                                | Yu Jing                                              | Margot Boer                                          |
| 2013  | Olga Fatkulina                                       | Ireen Wüst                                           | Brittany Bowe                                        |
| 2014  | N'ont pas eu lieu, année des Jeux Olympiques d'Hiver | N'ont pas eu lieu, année des Jeux Olympiques d'Hiver | N'ont pas eu lieu, année des Jeux Olympiques d'Hiver |
| 2015  | Brittany Bowe                                        | Heather Richardson                                   | Karolina Erbanová                                    |
| 2016  | Jorien ter Mors                                      | Heather Richardson                                   | Brittany Bowe                                        |
| 2017  | Heather Bergsma                                      | Nao Kodaira                                          | Jorien ter Mors                                      |
| 2018  | N'ont pas eu lieu, année des Jeux olympiques d'hiver | N'ont pas eu lieu, année des Jeux olympiques d'hiver | N'ont pas eu lieu, année des Jeux olympiques d'hiver |
| 2019  | Brittany Bowe (2)                                    | Vanessa Herzog                                       | Nao Kodaira                                          |
| 2020  | Jutta Leerdam                                        | Olga Fatkulina                                       | Miho Takagi                                          |
| 2021  | Brittany Bowe (3)                                    | Jutta Leerdam                                        | Elizaveta Golubeva                                   |
| 2023  | Jutta Leerdam (2)                                    | Antoinette Rijpma-de Jong                            | Miho Takagi                                          |
| 2024  | Miho Takagi                                          | Han Mei                                              | Jutta Leerdam                                        |

#### 1 500 m
| Année | Or                                                   | Argent                                               | Bronze                                               |
| ----- | ---------------------------------------------------- | ---------------------------------------------------- | ---------------------------------------------------- |
| 1996  | Annamarie Thomas                                     | Claudia Pechstein                                    | Sandra Zwolle                                        |
| 1997  | Gunda Niemann                                        | Anni Friesinger                                      | Marianne Timmer                                      |
| 1998  | Anni Friesinger                                      | Gunda Niemann-Stirnemann                             | Claudia Pechstein                                    |
| 1999  | Emese Hunyady                                        | Gunda Niemann-Stirnemann                             | Tonny de Jong                                        |
| 2000  | Claudia Pechstein                                    | Anni Friesinger                                      | Emese Hunyady                                        |
| 2001  | Anni Friesinger                                      | Maki Tabata                                          | Cindy Klassen                                        |
| 2002  | N'ont pas eu lieu, année des Jeux Olympiques d'Hiver | N'ont pas eu lieu, année des Jeux Olympiques d'Hiver | N'ont pas eu lieu, année des Jeux Olympiques d'Hiver |
| 2003  | Anni Friesinger                                      | Maki Tabata                                          | Jennifer Rodriguez                                   |
| 2004  | Anni Friesinger                                      | Cindy Klassen                                        | Jennifer Rodriguez                                   |
| 2005  | Cindy Klassen                                        | Anni Friesinger                                      | Jennifer Rodriguez                                   |
| 2006  | N'ont pas eu lieu, année des Jeux Olympiques d'Hiver | N'ont pas eu lieu, année des Jeux Olympiques d'Hiver | N'ont pas eu lieu, année des Jeux Olympiques d'Hiver |
| 2007  | Ireen Wüst                                           | Cindy Klassen                                        | Kristina Groves                                      |
| 2008  | Anni Friesinger                                      | Paulien van Deutekom                                 | Kristina Groves                                      |
| 2009  | Anni Friesinger (6)                                  | Ireen Wüst                                           | Christine Nesbitt                                    |
| 2010  | N'ont pas eu lieu, année des Jeux Olympiques d'Hiver | N'ont pas eu lieu, année des Jeux Olympiques d'Hiver | N'ont pas eu lieu, année des Jeux Olympiques d'Hiver |
| 2011  | Ireen Wüst                                           | Diane Valkenburg                                     | Jorien Voorhuis                                      |
| 2012  | Christine Nesbitt                                    | Ireen Wüst                                           | Linda de Vries                                       |
| 2013  | Ireen Wüst \| Lotte van Beek                         | Christine Nesbitt                                    |                                                      |
| 2014  | N'ont pas eu lieu, année des Jeux Olympiques d'Hiver | N'ont pas eu lieu, année des Jeux Olympiques d'Hiver | N'ont pas eu lieu, année des Jeux Olympiques d'Hiver |
| 2015  | Brittany Bowe                                        | Ireen Wüst                                           | Heather Richardson                                   |
| 2016  | Jorien ter Mors                                      | Heather Richardson                                   | Brittany Bowe                                        |
| 2017  | Heather Bergsma                                      | Ireen Wüst                                           | Miho Takagi                                          |
| 2018  | N'ont pas eu lieu, année des Jeux olympiques d'hiver | N'ont pas eu lieu, année des Jeux olympiques d'hiver | N'ont pas eu lieu, année des Jeux olympiques d'hiver |
| 2019  | Ireen Wüst                                           | Miho Takagi                                          | Brittany Bowe                                        |
| 2020  | Ireen Wüst (4)                                       | Evgeniia Lalenkova                                   | Elizaveta Kazelina                                   |
| 2021  | Ragne Wiklund                                        | Brittany Bowe                                        | Evgeniia Lalenkova                                   |
| 2023  | Antoinette Rijpma-de Jong                            | Ragne Wiklund                                        | Miho Takagi                                          |
| 2024  | Miho Takagi                                          | Han Mei                                              | Joy Beune                                            |

#### 3 000 m
| Année | Or                                                   | Argent                                               | Bronze                                               |
| ----- | ---------------------------------------------------- | ---------------------------------------------------- | ---------------------------------------------------- |
| 1996  | Gunda Niemann                                        | Claudia Pechstein                                    | Lyudmila Prokasheva                                  |
| 1997  | Gunda Niemann                                        | Anni Friesinger                                      | Carla Zijlstra                                       |
| 1998  | Gunda Niemann                                        | Claudia Pechstein                                    | Anni Friesinger                                      |
| 1999  | Gunda Niemann                                        | Tonny de Jong                                        | Claudia Pechstein                                    |
| 2000  | Claudia Pechstein                                    | Gunda Niemann-Stirnemann                             | Maki Tabata                                          |
| 2001  | Gunda Niemann (5)                                    | Anni Friesinger                                      | Claudia Pechstein                                    |
| 2002  | N'ont pas eu lieu, année des Jeux Olympiques d'Hiver | N'ont pas eu lieu, année des Jeux Olympiques d'Hiver | N'ont pas eu lieu, année des Jeux Olympiques d'Hiver |
| 2003  | Anni Friesinger                                      | Claudia Pechstein                                    | Gretha Smit                                          |
| 2004  | Claudia Pechstein                                    | Anni Friesinger Gretha Smit                          |                                                      |
| 2005  | Cindy Klassen                                        | Claudia Pechstein                                    | Kristina Groves                                      |
| 2006  | N'ont pas eu lieu, année des Jeux Olympiques d'Hiver | N'ont pas eu lieu, année des Jeux Olympiques d'Hiver | N'ont pas eu lieu, année des Jeux Olympiques d'Hiver |
| 2007  | Martina Sáblíková                                    | Renate Groenewold                                    | Cindy Klassen                                        |
| 2008  | Kristina Groves                                      | Paulien van Deutekom                                 | Daniela Anschütz                                     |
| 2009  | Renate Groenewold                                    | Martina Sáblíková                                    | Kristina Groves                                      |
| 2010  | N'ont pas eu lieu, année des Jeux Olympiques d'Hiver | N'ont pas eu lieu, année des Jeux Olympiques d'Hiver | N'ont pas eu lieu, année des Jeux Olympiques d'Hiver |
| 2011  | Ireen Wüst                                           | Martina Sáblíková                                    | Stephanie Beckert                                    |
| 2012  | Martina Sáblíková                                    | Stephanie Beckert                                    | Ireen Wüst                                           |
| 2013  | Ireen Wüst                                           | Martina Sáblíková                                    | Claudia Pechstein                                    |
| 2014  | N'ont pas eu lieu, année des Jeux Olympiques d'Hiver | N'ont pas eu lieu, année des Jeux Olympiques d'Hiver | N'ont pas eu lieu, année des Jeux Olympiques d'Hiver |
| 2015  | Martina Sáblíková                                    | Ireen Wüst                                           | Marije Joling                                        |
| 2016  | Martina Sáblíková                                    | Ireen Wüst                                           | Antoinette de Jong                                   |
| 2017  | Ireen Wüst (3)                                       | Martina Sáblíková                                    | Antoinette de Jong                                   |
| 2018  | N'ont pas eu lieu, année des Jeux olympiques d'hiver | N'ont pas eu lieu, année des Jeux olympiques d'hiver | N'ont pas eu lieu, année des Jeux olympiques d'hiver |
| 2019  | Martina Sáblíková                                    | Antoinette de Jong                                   | Natalya Voronina                                     |
| 2020  | Martina Sáblíková (6)                                | Carlijn Achtereekte                                  | Natalya Voronina                                     |
| 2021  | Antoinette de Jong                                   | Martina Sáblíková                                    | Irene Schouten                                       |
| 2023  | Ragne Wiklund                                        | Irene Schouten                                       | Martina Sáblíková                                    |
| 2024  | Irene Schouten                                       | Isabelle Weidemann                                   | Martina Sáblíková                                    |

#### 5 000 m
| Année | Or                                                   | Argent                                               | Bronze                                               |
| ----- | ---------------------------------------------------- | ---------------------------------------------------- | ---------------------------------------------------- |
| 1996  | Claudia Pechstein                                    | Carla Zijlstra                                       | Elena Belci-Dal Farra                                |
| 1997  | Gunda Niemann                                        | Carla Zijlstra                                       | Claudia Pechstein                                    |
| 1998  | Gunda Niemann                                        | Claudia Pechstein                                    | Carla Zijlstra                                       |
| 1999  | Gunda Niemann                                        | Claudia Pechstein                                    | Tonny de Jong                                        |
| 2000  | Gunda Niemann                                        | Claudia Pechstein                                    | Tonny de Jong                                        |
| 2001  | Gunda Niemann                                        | Claudia Pechstein                                    | Maki Tabata                                          |
| 2002  | N'ont pas eu lieu, année des Jeux Olympiques d'Hiver | N'ont pas eu lieu, année des Jeux Olympiques d'Hiver | N'ont pas eu lieu, année des Jeux Olympiques d'Hiver |
| 2003  | Claudia Pechstein                                    | Clara Hughes                                         | Gretha Smit                                          |
| 2004  | Clara Hughes                                         | Gretha Smit                                          | Claudia Pechstein                                    |
| 2005  | Anni Friesinger                                      | Claudia Pechstein                                    | Clara Hughes                                         |
| 2006  | N'ont pas eu lieu, année des Jeux Olympiques d'Hiver | N'ont pas eu lieu, année des Jeux Olympiques d'Hiver | N'ont pas eu lieu, année des Jeux Olympiques d'Hiver |
| 2007  | Martina Sáblíková                                    | Claudia Pechstein                                    | Kristina Groves                                      |
| 2008  | Martina Sáblíková                                    | Clara Hughes                                         | Kristina Groves                                      |
| 2009  | Martina Sáblíková                                    | Clara Hughes                                         | Kristina Groves                                      |
| 2010  | N'ont pas eu lieu, année des Jeux Olympiques d'Hiver | N'ont pas eu lieu, année des Jeux Olympiques d'Hiver | N'ont pas eu lieu, année des Jeux Olympiques d'Hiver |
| 2011  | Diane Valkenburg                                     | Jorien Voorhuis                                      | Linda de Vries                                       |
| 2012  | Martina Sáblíková                                    | Stephanie Beckert                                    | Claudia Pechstein                                    |
| 2013  | Martina Sáblíková                                    | Ireen Wüst                                           | Claudia Pechstein                                    |
| 2014  | N'ont pas eu lieu, année des Jeux Olympiques d'Hiver | N'ont pas eu lieu, année des Jeux Olympiques d'Hiver | N'ont pas eu lieu, année des Jeux Olympiques d'Hiver |
| 2015  | Martina Sáblíková                                    | Carlijn Achtereekte                                  | Claudia Pechstein                                    |
| 2016  | Martina Sáblíková                                    | Carien Kleibeuker                                    | Irene Schouten                                       |
| 2017  | Martina Sáblíková                                    | Claudia Pechstein                                    | Ivanie Blondin                                       |
| 2018  | N'ont pas eu lieu, année des Jeux olympiques d'hiver | N'ont pas eu lieu, année des Jeux olympiques d'hiver | N'ont pas eu lieu, année des Jeux olympiques d'hiver |
| 2019  | Martina Sáblíková (9)                                | Esmee Visser                                         | Natalya Voronina                                     |
| 2020  | Natalya Voronina                                     | Martina Sáblíková                                    | Esmee Visser                                         |
| 2021  | Irene Schouten                                       | Natalya Voronina                                     | Carlijn Achtereekte                                  |
| 2023  | Irene Schouten (2)                                   | Ragne Wiklund                                        | Martina Sáblíková                                    |
| 2024  | Joy Beune                                            | Irene Schouten                                       | Martina Sáblíková                                    |

#### Poursuite par équipe
| Année | Or                                                                   | Argent                                                                        | Bronze                                                            |
| ----- | -------------------------------------------------------------------- | ----------------------------------------------------------------------------- | ----------------------------------------------------------------- |
| 2005  | Daniela Anschütz Anni Friesinger Sabine Völker                       | Kristina Groves Clara Hughes Cindy Klassen                                    | Eriko Ishino Nami Nemoto Maki Tabata                              |
| 2006  | N'ont pas eu lieu, année des Jeux Olympiques d'Hiver                 | N'ont pas eu lieu, année des Jeux Olympiques d'Hiver                          | N'ont pas eu lieu, année des Jeux Olympiques d'Hiver              |
| 2007  | Kristina Groves Christine Nesbitt Shannon Rempel                     | Ireen Wüst Renate Groenewold Paulien van Deutekom                             | Claudia Pechstein Daniela Anschütz Lucille Opitz                  |
| 2008  | Ireen Wüst Renate Groenewold Paulien van Deutekom                    | Kristina Groves Christine Nesbitt Brittany Schussler                          | Claudia Pechstein Daniela Anschütz Lucille Opitz                  |
| 2009  | Kristina Groves Christine Nesbitt Brittany Schussler                 | Jorien Voorhuis Renate Groenewold Ireen Wüst                                  | Maki Tabata Masako Hozumi Hiromi Otsu                             |
| 2010  | N'ont pas eu lieu, année des Jeux Olympiques d'Hiver                 | N'ont pas eu lieu, année des Jeux Olympiques d'Hiver                          | N'ont pas eu lieu, année des Jeux Olympiques d'Hiver              |
| 2011  | Christine Nesbitt Brittany Schussler Cindy Klassen                   | Ireen Wüst Diane Valkenburg Marrit Leenstra                                   | Stephanie Beckert Isabell Ost Claudia Pechstein                   |
| 2012  | Ireen Wüst Diane Valkenburg Linda de Vries                           | Christine Nesbitt Brittany Schussler Cindy Klassen                            | Natalia Czerwonka Katarzyna Wozniak Luiza Zlotkowska              |
| 2013  | Ireen Wüst Diane Valkenburg Linda de Vries Marrit Leenstra           | Natalia Czerwonka Katarzyna Wozniak Luiza Zlotkowska Katarzyna Bachleda-Curus | Park Do-yeong Kim Bo-reum Noh Seon-yeong Lim Jung-soo             |
| 2014  | N'ont pas eu lieu, année des Jeux Olympiques d'Hiver                 | N'ont pas eu lieu, année des Jeux Olympiques d'Hiver                          | N'ont pas eu lieu, année des Jeux Olympiques d'Hiver              |
| 2015  | Ayaka Kikuchi Miho Takagi Nana Takagi Maki Tabata                    | Marije Joling Marrit Leenstra Ireen Wüst Jorien Voorhuis                      | Olga Graf Yuliya Skokova Natalya Voronina Margarita Ryzhova       |
| 2016  | Marije Joling Marrit Leenstra Ireen Wüst Antoinette de Jong          | Misaki Oshigiri Miho Takagi Nana Takagi                                       | Olga Graf Elizaveta Kazelina Natalya Voronina Yekaterina Shikhova |
| 2017  | Annouk van der Weijden Marrit Leenstra Ireen Wüst Antoinette de Jong | Misaki Oshigiri Miho Takagi Nana Takagi Ayano Sato                            | Olga Graf Elizaveta Kazelina Natalya Voronina Yekaterina Shikhova |
| 2018  | N'ont pas eu lieu, année des Jeux olympiques d'hiver                 | N'ont pas eu lieu, année des Jeux olympiques d'hiver                          | N'ont pas eu lieu, année des Jeux olympiques d'hiver              |
| 2019  | Japon Ayano Sato Miho Takagi Nana Takagi                             | Pays-Bas Joy Beune Antoinette de Jong Ireen Wüst                              | Russie Elizaveta Kazelina Evgeniia Lalenkova Natalya Voronina     |
| 2020  | Japon Ayano Sato Miho Takagi Nana Takagi                             | Pays-Bas Antoinette de Jong Melissa Wijfje Ireen Wüst                         | Canada Ivanie Blondin Valérie Maltais Isabelle Weidemann          |
| 2021  | Pays-Bas Antoinette de Jong Irene Schouten Ireen Wüst                | Canada Ivanie Blondin Valérie Maltais Isabelle Weidemann                      | Russie Elizaveta Golubeva Evgeniia Lalenkova Natalya Voronina     |
| 2023  | Canada- Ivanie Blondin - Valérie Maltais - Isabelle Weidemann        | Japon- Momoka Horikawa - Sumire Kikuchi - Ayano Sato                          | États-Unis- Giorgia Birkeland - Brittany Bowe - Mia Kilburg       |
| 2024  | Pays-Bas- Joy Beune - Marijke Groenewoud - Irene Schouten            | Canada- Ivanie Blondin - Valérie Maltais - Isabelle Weidemann                 | Japon- Momoka Horikawa - Ayano Sato - Miho Takagi                 |

#### Sprint par équipes
| Année | Or                                                            | Argent                                                  | Bronze                                                     |
| ----- | ------------------------------------------------------------- | ------------------------------------------------------- | ---------------------------------------------------------- |
| 2019  | Pays-Bas Letitia de Jong Jutta Leerdam Janine Smit            | Canada Kali Christ Kaylin Irvine Heather McLean         | Russie Olga Fatkulina Angelina Golikova Daria Kachanova    |
| 2020  | Pays-Bas Letitia de Jong Femke Kok Jutta Leerdam              | Russie Olga Fatkulina Angelina Golikova Daria Kachanova | Pologne Natalia Czerwonka Andżelika Wójcik Kaja Ziomek     |
| 2023  | Canada- Ivanie Blondin - Carolina Hiller - Brooklyn McDougall | États-Unis- McKenzie Browne - Kimi Goetz - Erin Jackson | Chine- Jin Jingzhu - Li Qishi - Zhang Lina                 |
| 2024  | Canada- Carolina Hiller - Maddison Pearman - Ivanie Blondin   | États-Unis- Sarah Warren - Erin Jackson - Brittany Bowe | Pologne- Andżelika Wójcik - Iga Wojtasik - Karolina Bosiek |

#### Mass Start
| Année | Or                                                   | Argent                                               | Bronze                                               |
| ----- | ---------------------------------------------------- | ---------------------------------------------------- | ---------------------------------------------------- |
| 2015  | Irene Schouten                                       | Ivanie Blondin                                       | Mariska Huisman                                      |
| 2016  | Ivanie Blondin                                       | Kim Bo-reum                                          | Miho Takagi                                          |
| 2017  | Kim Bo-reum                                          | Nana Takagi                                          | Heather Bergsma                                      |
| 2018  | N'ont pas eu lieu, année des Jeux olympiques d'hiver | N'ont pas eu lieu, année des Jeux olympiques d'hiver | N'ont pas eu lieu, année des Jeux olympiques d'hiver |
| 2019  | Irene Schouten (2)                                   | Ivanie Blondin                                       | Elizaveta Kazelina                                   |
| 2020  | Ivanie Blondin (2)                                   | Kim Bo-reum                                          | Irene Schouten                                       |
| 2021  | Marijke Groenewoud                                   | Ivanie Blondin                                       | Irene Schouten                                       |
| 2023  | Marijke Groenewoud (2)                               | Ivanie Blondin                                       | Irene Schouten                                       |
| 2024  | Irene Schouten (3)                                   | Ivanie Blondin                                       | Marijke Groenewoud                                   |

## Tableau des médailles
| Rang  | Nation           | Or | Argent | Bronze | Total |
| ----- | ---------------- | -- | ------ | ------ | ----- |
| 1     | Pays-Bas         | 93 | 83     | 63     | 238   |
| 2     | Allemagne        | 36 | 33     | 27     | 96    |
| 3     | Canada           | 25 | 30     | 38     | 93    |
| 4     | États-Unis       | 20 | 13     | 26     | 59    |
| 5     | Tchéquie         | 16 | 5      | 1      | 22    |
| 6     | Russie           | 13 | 16     | 29     | 58    |
| 7     | Japon            | 12 | 18     | 20     | 50    |
| 8     | Corée du Sud     | 10 | 11     | 5      | 26    |
| 9     | Norvège          | 8  | 13     | 9      | 30    |
| 10    | Chine            | 3  | 9      | 5      | 17    |
| 11    | Autriche         | 2  | 1      | 2      | 5     |
| 12    | Kazakhstan       | 1  | 0      | 1      | 2     |
| 13    | Tchéquie         | 1  | 0      | 0      | 1     |
| 14    | Italie           | 0  | 6      | 2      | 8     |
| 15    | Belgique         | 0  | 2      | 1      | 3     |
| 16    | Pologne          | 0  | 1      | 3      | 4     |
| 17    | France           | 0  | 1      | 2      | 3     |
| 18    | Biélorussie      | 0  | 1      | 1      | 2     |
| 18    | Nouvelle-Zélande | 0  | 1      | 1      | 2     |
| 20    | Suède            | 0  | 1      | 0      | 1     |
| 21    | Finlande         | 0  | 0      | 2      | 2     |
| Total |                  |    |        |        |       |

- mise à jour après championnats 2020